# Cerodirphia flammans
Cerodirphia flammans är en fjärilsart som beskrevs av Lemaire 1972. Cerodirphia flammans ingår i släktet Cerodirphia och familjen påfågelsspinnare. Inga underarter finns listade i Catalogue of Life.